# Калем (остров)
Калем (тур. Kalem Adasi — «карандаш») — небольшой остров в Эгейском море близ побережья Малой Азии в Турции. Располагается в проливе Митилини к юго-востоку от греческого острова Лесбос. С юга закрывает бухту Бадемлилиман, гавань города Бадемли. Административно относится к району Дикили в иле Измир.
В древности Калем и соседний Гарип были известны под именем Аргинусских (др.-греч.  Ἀργινοῦσαι, реже Ἀργινοῦσσαι). В ходе Пелопоннесской войны в сентябре 406 года до нашей эры при Аргинусских островах состоялась крупная морская битва между афинским и спартанским флотами. Афиняне, имевшие больше кораблей, одержали решительную победу, спартанский военачальник Калликратид погиб. Однако этот успех стал последним для Афин в войне.
В Средние века остров принадлежал Византии, а с её уничтожением в 1453 году перешёл к Османской империи. Согласно Лозаннскому мирному договору 1923 года остался в составе Турции.
Остров находится в частной собственности.